# (20421) 1998 TG3
A (20421) 1998 TG3 a Naprendszer kisbolygóövében található aszteroida. A LINEAR projekt keretében fedezték fel 1998. október 14-én.